# Hamburg European Open 2021 - Qualificazioni singolare maschile
Le qualificazioni del singolare del Hamburg European Open 2021 sono state un torneo di tennis preliminare per accedere alla fase finale della manifestazione. I vincitori dell'ultimo turno sono entrati di diritto nel tabellone principale. In caso di ritiro di uno o più giocatori aventi diritto, a questi sono subentrati i Lucky loser, ossia i giocatori che hanno perso nell'ultimo turno ma che avevano una classifica più alta rispetto agli altri partecipanti che avevano comunque perso nel turno finale.

## Teste di serie
1. Carlos Taberner (qualificato)
2. Thiago Seyboth Wild (qualificato)
3. Jozef Kovalík (primo turno)
4. Damir Džumhur (primo turno)
5. Christopher O'Connell (ultimo turno)
6. Juan Pablo Varillas (qualificato)

1. Sumit Nagal (ultimo turno)
2. Oscar Otte (primo turno)
3. Alex Molčan (qualificato)
4. Sebastián Báez (ultimo turno)
5. Alessandro Giannessi (ultimo turno)
6. Danilo Petrović (primo turno)

### Qualificati
1. Carlos Taberner
2. Thiago Seyboth Wild
3. Zhizhen Zhang

1. Maximilian Marterer
2. Alex Molčan
3. Juan Pablo Varillas

## Tabellone

### Legenda
| - Q = Qualificato - WC = Wild card - LL = Lucky loser | - ALT = Alternate - SE = Special Exempt - PR = Protected Ranking | - w/o = Walkover - r = Ritirato - d = Squalificato |

### Sezione 1
|  | Primo turno | Primo turno     | Primo turno     | Primo turno | Primo turno |  |  | Ultimo turno | Ultimo turno    | Ultimo turno | Ultimo turno | Ultimo turno |  |
|  |             |                 |                 |             |             |  |  |              |                 |              |              |              |  |
|  | 1           | Carlos Taberner | Carlos Taberner | 6           | 6           |  |  |              |                 |              |              |              |  |
|  | WC          | Niklas Guttau   | Niklas Guttau   | 1           | 2           |  |  | 1            | Carlos Taberner | 2            | 7            | 6            |  |
|  |             | Daniel Masur    | 2               | 6           | 6           |  |  |              | Daniel Masur    | 6            | 65           | 4            |  |
|  | 12          | Danilo Petrović | 6               | 4           | 3           |  |  |              |                 |              |              |              |  |

### Sezione 2
|  | Primo turno | Primo turno         | Primo turno         | Primo turno | Primo turno |  |  | Ultimo turno | Ultimo turno        | Ultimo turno        | Ultimo turno | Ultimo turno |  |
|  |             |                     |                     |             |             |  |  |              |                     |                     |              |              |  |
|  | 2           | Thiago Seyboth Wild | Thiago Seyboth Wild | 6           | 6           |  |  |              |                     |                     |              |              |  |
|  | WC          | Mats Rosenkranz     | Mats Rosenkranz     | 3           | 1           |  |  | 2            | Thiago Seyboth Wild | Thiago Seyboth Wild | 6            | 7            |  |
|  |             | Steven Diez         | Steven Diez         | 6           | 6           |  |  |              | Steven Diez         | Steven Diez         | 3            | 5            |  |
|  | 8           | Oscar Otte          | Oscar Otte          | 4           | 4           |  |  |              |                     |                     |              |              |  |

### Sezione 3
|  | Primo turno | Primo turno   | Primo turno   | Primo turno | Primo turno |  |  | Ultimo turno | Ultimo turno  | Ultimo turno  | Ultimo turno | Ultimo turno |  |
|  |             |               |               |             |             |  |  |              |               |               |              |              |  |
|  | 3           | Jozef Kovalík | Jozef Kovalík | 4           | 4           |  |  |              |               |               |              |              |  |
|  |             | Zhizhen Zhang | Zhizhen Zhang | 6           | 6           |  |  |              | Zhizhen Zhang | Zhizhen Zhang | 6            | 6            |  |
|  | WC          | Lewie Lane    | Lewie Lane    | 3           | 1           |  |  | 7            | Sumit Nagal   | Sumit Nagal   | 4            | 2            |  |
|  | 7           | Sumit Nagal   | Sumit Nagal   | 6           | 6           |  |  |              |               |               |              |              |  |

### Sezione 4
|  | Primo turno | Primo turno          | Primo turno          | Primo turno | Primo turno |  |  | Ultimo turno | Ultimo turno         | Ultimo turno | Ultimo turno | Ultimo turno |  |
|  |             |                      |                      |             |             |  |  |              |                      |              |              |              |  |
|  | 4           | Damir Džumhur        | 7                    | 2           | 3           |  |  |              |                      |              |              |              |  |
|  |             | Maximilian Marterer  | 5                    | 6           | 6           |  |  |              | Maximilian Marterer  | 3            | 6            | 7            |  |
|  |             | Tobias Kamke         | Tobias Kamke         | 3           | 4           |  |  | 11           | Alessandro Giannessi | 6            | 3            | 5            |  |
|  | 11          | Alessandro Giannessi | Alessandro Giannessi | 6           | 6           |  |  |              |                      |              |              |              |  |

### Sezione 5
|  | Primo turno | Primo turno           | Primo turno           | Primo turno | Primo turno |  |  | Ultimo turno | Ultimo turno          | Ultimo turno | Ultimo turno | Ultimo turno |  |
|  |             |                       |                       |             |             |  |  |              |                       |              |              |              |  |
|  | 5           | Christopher O'Connell | Christopher O'Connell | 6           | 6           |  |  |              |                       |              |              |              |  |
|  |             | Ernests Gulbis        | Ernests Gulbis        | 3           | 0           |  |  | 5            | Christopher O'Connell | 3            | 7            | 3            |  |
|  |             | Filip Horanský        | Filip Horanský        | 65          | 5           |  |  | 9            | Alex Molčan           | 6            | 5            | 6            |  |
|  | 9           | Alex Molčan           | Alex Molčan           | 7           | 6           |  |  |              |                       |              |              |              |  |

### Sezione 6
|  | Primo turno | Primo turno         | Primo turno         | Primo turno | Primo turno |  |  | Ultimo turno | Ultimo turno        | Ultimo turno | Ultimo turno | Ultimo turno |  |
|  |             |                     |                     |             |             |  |  |              |                     |              |              |              |  |
|  | 6           | Juan Pablo Varillas | Juan Pablo Varillas | 7           | 6           |  |  |              |                     |              |              |              |  |
|  |             | Jonas Forejtek      | Jonas Forejtek      | 5           | 2           |  |  | 6            | Juan Pablo Varillas | 6            | 3            | 7            |  |
|  |             | Rudolf Molleker     | Rudolf Molleker     | 5           | 2           |  |  | 10           | Sebastián Báez      | 2            | 6            | 6(0)         |  |
|  | 10          | Sebastián Báez      | Sebastián Báez      | 7           | 6           |  |  |              |                     |              |              |              |  |